# Indian Lake (Pennsilvània)
Indian Lake és una població dels Estats Units a l'estat de Pennsilvània. Segons el cens del 2000 tenia 450 habitants.

## Demografia
Segons el cens del 2000, Indian Lake tenia 450 habitants, 206 habitatges, i 146 famílies. La densitat de població era de 47,1 habitants per quilòmetre quadrat.
Dels 206 habitatges en un 16,5% hi vivien nens de menys de 18 anys, en un 66% hi vivien parelles casades, en un 1,9% dones solteres, i en un 29,1% no eren unitats familiars. En el 22,3% dels habitatges hi vivien persones soles el 9,7% de les quals corresponia a persones de 65 anys o més que vivien soles. El nombre mitjà de persones vivint en cada habitatge era de 2,18 i el nombre mitjà de persones que vivien en cada família era de 2,53.
Per edats la població es repartia de la següent manera: un 14,2% tenia menys de 18 anys, un 4,4% entre 18 i 24, un 27,3% entre 25 i 44, un 34,7% de 45 a 60 i un 19,3% 65 anys o més.
L'edat mediana era de 47 anys. Per cada 100 dones de 18 o més anys hi havia 110,3 homes.
Cap de les famílies i el 2,9% de la població estaven per davall del llindar de pobresa.

## Poblacions més properes
El següent diagrama mostra les poblacions més properes.